# المخنق (حبيل جبر)

تعديل مصدري - تعديل

المخنق هي إحدى قرى عزلة حبيل جبر بمديرية حبيل جبر التابعة لمحافظة لحج، بلغ تعداد سكانها 198 نسمة حسب تعداد اليمن لعام 2004.